# Sambo na Igrzyskach Europejskich 2019
Zawody w sambo podczas Igrzysk Europejskich 2019 odbyły się w dniach 22-23 czerwca 2019 r. w Pałacu Sportu w Mińsku. 

## Medaliści i medalistki

### Mężczyźni
| Konkurencja | Złoto                 | Srebro             | Brąz                                    |
| ----------- | --------------------- | ------------------ | --------------------------------------- |
| 52 kg       | Tigran Kirakosjan     | Aghasif Samadov    | Andrej Kurbakow Giwi Nadareiszwili      |
| 57 kg       | Wachtang Czidraszwili | Sajan Chertek      | Uładzisłau Burdz Mehman Chalilow        |
| 62 kg       | Rusłan Bagdasarian    | Savvas Karakizidis | Iwan Aniskiewicz Giennadij Czirgadze    |
| 68 kg       | Aliaksandr Koksza     | Mindia Liluaszwili | Nikita Kleckow Emil Hasanow             |
| 74 kg       | Lewan Nachutsriszwili | Stanisław Skriabin | Arsen Gazarian Sciapan Papou            |
| 82 kg       | Andrej Perepeliuk     | Dawit Grigorian    | Besarioni Berulawa Cimafiej Jemielianau |
| 90 kg       | Siergiej Riabow       | Andrej Kazusionak  | Dmitrij Gerasimenko Paata Gwiniaszwili  |
| 100 kg      | Dawiti Loriaszwili    | Viktors Reško      | Alsim Czernoskułow Denis Tachii         |
| +100 kg     | Beka Berdzeniszwili   | Juryj Rybak        | Artem Osipienko Vladimir Gajić          |

### Kobiety
| Konkurencja | Złoto                 | Srebro               | Brąz                                 |
| ----------- | --------------------- | -------------------- | ------------------------------------ |
| 48 kg       | Jelena Bondarewa      | Anastasia Nowikowa   | Anfisa Kapajewa Cwetelina Cwetanowa  |
| 52 kg       | Diana Riabowa         | Maryna Żarska        | Irene Díaz Paulina Eshanu            |
| 56 kg       | Tatiana Kazeniuk      | Anastasija Archipawa | Laure Fournier Daniela Poroineanu    |
| 60 kg       | Wera Harelikawa       | Sabina Artemciuc     | Jana Kostenko Yaiza Jiménez          |
| 64 kg       | Jekaterina Onoprienko | Ołena Sajko          | Anda Valvoi Taciana Macko            |
| 68 kg       | Lucija Babić          | Kateryna Moskałowa   | Marina Mochnatkina Wolha Namazawa    |
| 72 kg       | Anżela Żylinska       | Nino Odzelaszwili    | Galina Ambarcumian Natalija Smal     |
| 80 kg       | Marija Oriaszkowa     | Żanara Kusanowa      | Swiatłana Cimaszenka Halyna Kowalska |
| 80 kg       | Anastasija Sapsai     | Elene Kebadze        | Anna Bałaszowa Alina Păunescu        |

## Źródła
1. ↑  Sambo: Schedule and Results :: 2ND EUROPEAN GAMES 2019 MINSK, BELARUS [online], minsk2019.by [dostęp 2019-07-13] (ang.).